# Портрет Эркюля Пуаро
«Портрет Эркюля Пуаро» — иллюстрация английского художника Уильяма Смитсона Бродхеда (англ. William Smithson Broadhead; 1888—1960) к рассказу Агаты Кристи «Приключения трефового короля» (The Adventure of the King of Clubs), впервые опубликованного 21 марта 1923 года в № 1573 журнала «The Sketch». Впоследствии этот детектив из цикла произведений об Эркюле Пуаро переиздавался под названием «Король треф» (The King of Clubs).
Художник родился в 1888 году в городе Барроу-ин-Фернесс, графство Камбрия. В детстве переехал в пригород Шеффилда, где учился в местной школе искусств. С 1910 года жил и работал иллюстратором в Канаде, а с 1912 года Нью-Йорке, где устроился художником в журнал «Judge». С началом Первой мировой войны вернулся на родину, где служил в кавалерии. Во время службы в армии три года находился во Франции. В 1920 году был демобилизован и поселился в Лондоне, где вернулся к живописи. Он получил грант на обучение в Королевском колледже искусств и стал регулярно выставляться в Королевской академии художеств. Благодаря связям в конном спорте и высшем обществе, стал довольно популярным портретистом. В первые послевоенные годы получил заказ от журнала «The Sketch» на создание портрета Эркюля Пуаро. Такой выбор со стороны редакции можно объяснить тем, что издание ориентировалось на вкусы представителей английского высшего общества, которым творчество художника было знакомо.
Предполагается, что создание портрета Бродхедом относится к 1920 году. Журнальное изображение сопровождалось пояснительной надписью внизу иллюстрации: «Месье Эркюль Пуаро — знаменитый бельгийский детектив, которому столь блестяще удаётся раскрывать таинственные преступления и призывать виновных к ответу, что он может соперничать с самим Шерлоком Холмсом. Первое его появление состоялось в „Загадочном происшествии в Стайлзе“»; каждую неделю The Sketch рассказывает о его новых расследованиях. Картина принадлежит кисти Смитсона Бродхеда и представляет собой достоверный портрет». По словам историка и исследователя творчества Кристи Арсения Богатырёва, на рисунке английского художника представлен образ классического, хрестоматийного Пуаро, со всеми его атрибутами (костюм, галстук-бабочка, трость) и выделяющейся внешностью: «Голова детектива гордо поднята, его облик наполнен элегантностью и достоинством. Дабы подчеркнуть сходство верхней части туловища бельгийца с яйцом, он изображён лысым (хотя писательница наделила его чёрной шевелюрой, а также волосяной накладкой)». Однако, по оценке Богатырёва, на этом портрете имеется значительное отличие от самого известного образа Пуаро, представленного в британском детективном телесериале «Пуаро Агаты Кристи» в исполнении Дэвида Суше, — это шляпа-цилиндр.
После появления в журнале «The Sketch» портрет Пуаро был повторно использован при публикации в 1924 году издательством «Bodley Head» сборника Кристи «Пуаро ведёт следствие». В дальнейшем работа Бродхеда иллюстрировала более поздние издания этого, а также других сборников, став со временем одним из самых известных изображений великого детектива. Карл Пайк (Karl Pike) отмечая в предисловии к переизданию года романа «Большая четвёрка», что многие ценители творчества «королевы детектива» считают раннее изображение Пуаро лучшим, писал: «на него, в отличие от многих последующих, не повлияли ни сложившийся со временем канон, ни своеобразные представления других художников, ни экстравагантные образы, создававшиеся в театре и в кино».
В 1975 году был опубликован заключительный роман Кристи с участием Пуаро — «Занавес», где великий бельгиец погибает. 6 августа 1975 года за подписью Томаса Ласка, в связи с запланированным на октябрь американским изданием романа, в газете «The New York Times» вышел уникальный «некролог», посвящённый Эркюлю Пуаро. В статье «Эркюль Пуаро скончался: умер известный бельгийский детектив» (Hercule Poirot Is Dead; Famed Belgian Detective) карьера частного детектива названа «одной из самых ярких в художественной литературе» (was one of the most illustrious in fiction). В этом некрологе, размещённом на первой полосе газеты, был использован портрет Бродхеда.
В 2012 году экземпляр первого издания сборника «Пуаро ведёт следствие» с суперобложкой, украшенной портретом Пуаро был продан на аукционе за более чем 40 000 фунтов, что стало самой дорогой книгой на тот момент, имеющей отношение к Кристи.